# Trumpler 1
Trumpler 1 är en stjärnfattig öppen stjärnhop som ligger 1/2 grad nordost om M103. Trumpler 1 verkar höra till Vintergatan men kan vara lite svår att urskilja i denna galax stjärnrika fält. Den lilla stjärnklungan verkar korsas av en ljus strimma som inte kan lösas upp ordentligt, inte ens i ett 150 millimeters teleskop.